# Coleodactylus septentrionalis
Espèce
Statut de conservation UICN

 LC  : Préoccupation mineure
Coleodactylus septentrionalis est une espèce de geckos de la famille des Sphaerodactylidae.

## Répartition
Cette espèce se rencontre au Brésil, dans l'ouest du Suriname, au Guyana et au Venezuela.

## Description
Ils se nourrissent d'arthropodes, tels que des collemboles et divers insectes, des forêts ombrophiles.

## Publication originale
- Vanzolini, 1980 : Coleodactylus septentrionalis sp. n., with notes on the distribution of the genus (Sauria, Gekkonidae). Papeis Avulsos De Zoologia (Sao Paulo), vol. 34, n. 1, p. 1-9.